# Terbruggen
Terbruggen is een buurtschap in de deelgemeente Sippenaeken van de gemeente Plombières in het noordoosten van de Belgische provincie Luik.
Terbruggen ligt even ten oosten van Sippenaeken in het dal van de Geul. In het plaatsje staat een watermolen aan de Geul, de Molen van Terbruggen of Molen Schins. Tot 1884 werden hier ertsen gewonnen vanuit de Mijnzetel van Blieberg.

## Taal
Naast het in het onderwijs en door de plaatselijke overheid gebruikte Frans, spreekt de plaatselijke bevolking het regionale dialect Platdiets, een Limburgs dialect.
Deelgemeenten: Gemmenich · Homburg · Montzen · Moresnet · Plombières · Sippenaeken

Overige kernen: Montzen-Gare · Eiksken · Terbruggen · Terstraten · Völkerich

Belgische gemeenten · arrondissement Verviers · provincie Luik · Wallonië